# Hedvig Jagellonica
För prinsessan som levde 1408–1431, se Hedvig Jagellonica av Polen (1408–1431). För prinsessan som levde 1513–1573, se Hedwig av Polen.

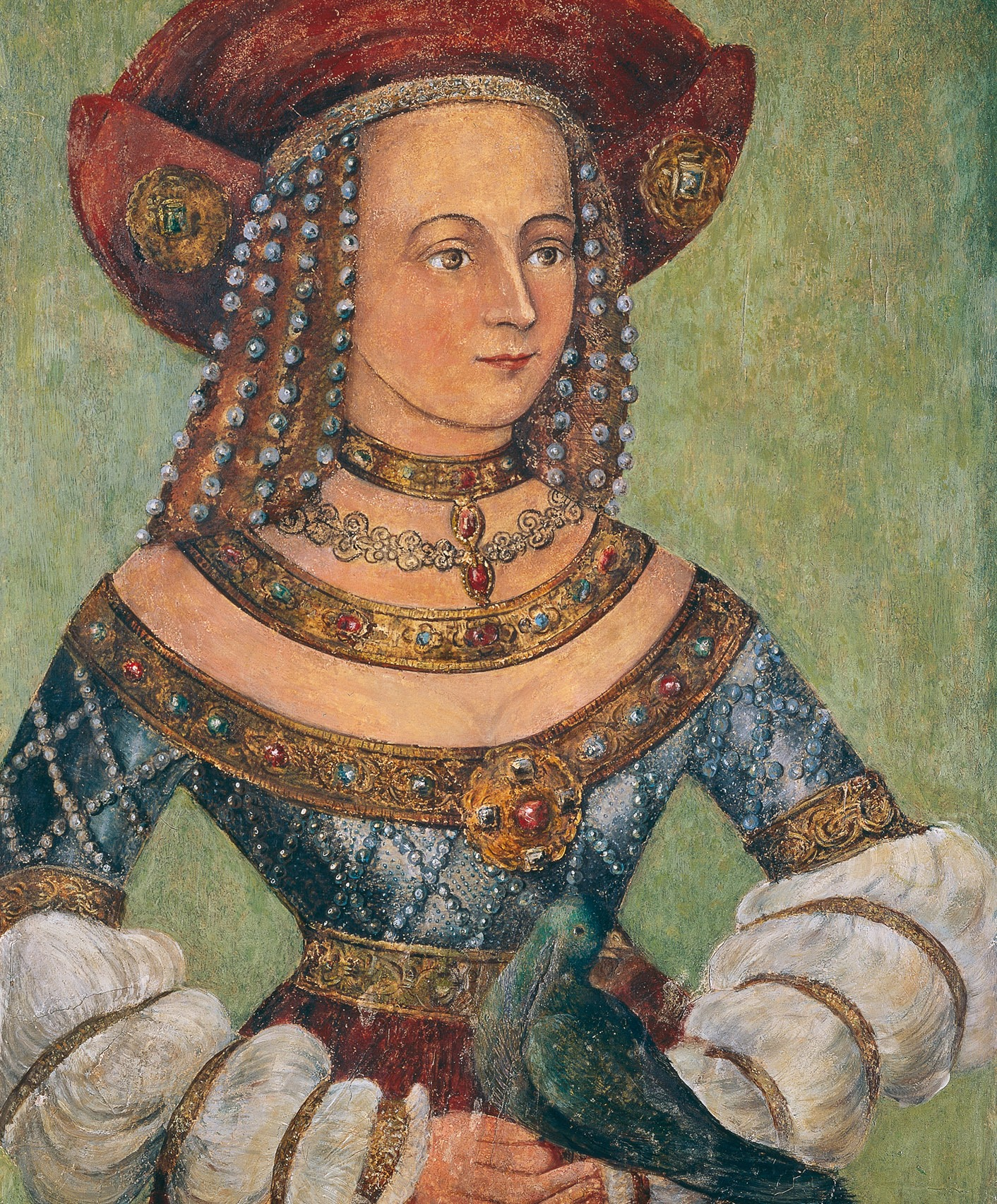
Jadwiga Jagiellon

Hedvig Jagellonica (på polska Jadwiga Jagiellonka; på tyska Hedwig Jagiellonica), född 21 september 1457, död den 18 februari 1502, var en polsk prinsessa och hertiginna av Bayern-Landshut 1479-1503. 
Hedvig var äldsta dotter till den polske kungen Kasimir IV av Polen och Elisabet av Österrike (1436-1505). Hedvigs äktenskap var föremål för många storpolitiska förslag om alliansbildning. Från 1473 hölls förhandlingar med Bayern-Landshut. Den 14 november 1475 i Landshut gifte hon sig med hertig Georg den rike av Bayern-Landshut som ett led i en allians mot Böhmen. Till minne av detta bröllop firas sedan början av 1900-talet i Landshut en folkfest med namnet Landshuter Hochzeit. 
Georg var känd som en alkoholiserad libertin och äktenskapet var olyckligt. Paret blev hertig och hertiginna år 1479. År 1485 separerade Hedvig från maken och flyttade till slottet Burghausen. Hon hade ett eget hov, men tycks ha levt i isolering och ensamhet; året efter hennes död fick hon ett brev från sin bror, som tydligen var omedveten om att hon hade dött.   